# La Unión Mercantil e Industrial de Ceuta
La Unión Mercantil e Industrial de Ceuta fue un periódico español editado en la ciudad de Ceuta a principios del siglo XX. 
Este periódico apareció en 1917, seguramente sustituyendo a La Unión Mercantil. Fue fundado por el abogado José Encina Candebat, que también era concejal y secretario general de la Cámara de Comercio. Se imprimía en los talleres de Encina Hermanos. Salía los lunes con cuatro páginas y un gran formato, 42 x 32 cm. Su redacción y administración estaban situadas en la calle José Luis de Torres, número 39.